# Jiboro
Jiboro (Namensvarianten: Jiboro Koto, Jiboro Kuta) ist eine Ortschaft im westafrikanischen Staat Gambia.
Nach einer Berechnung für das Jahr 2013 leben dort etwa 1662 Einwohner, das Ergebnis der letzten veröffentlichten Volkszählung von 1993 betrug 1028.

## Geographie
Jiboro liegt in der West Coast Region, Distrikt Kombo East, rund 4,9 Kilometer südlich von Bassori entfernt. Der Ort an der Grenze zum Senegal liegt an einer Straße, die bei Madina Ba von der South Bank Road abzweigt und nach Süden in den Senegal führt. Im Senegal trägt sie die Bezeichnung N 5.